# Adeline May Cowan
Adeline May Cowan ( 1895 - 1979), fue una botánica inglesa. Estuvo casada con el también botánico John Macqueen Cowan (1891-1960). Trabajó activamente en la India.

## Algunas publicaciones
- 1929. The trees of northern Bengal: including shrubs, woody climbers, bamboos, palms and tree ferns. Múltiples reediciones, International Book Distributors, 178 pp. ISBN 81-7089-188-4

## Honores

### Epónimos
- (Acanthaceae) Justicia cowanii Leonard[1]
- (Aquifoliaceae) Ilex cowanii Wurdack[2]
- (Araceae) Anthurium cowanii Croat[3]
- (Aspleniaceae) Asplenium cowannii A.R.Sm. [4]

- La abreviatura «A.M.Cowan» se emplea para indicar a Adeline May Cowan como autoridad en la descripción y clasificación científica de los vegetales.[5]